# Via dalla pazza folla (film 2015)
Via dalla pazza folla (Far from the Madding Crowd) è un film del 2015 diretto da Thomas Vinterberg, quarto  adattamento cinematografico del romanzo omonimo di Thomas Hardy.

## Trama
Bathsheba Everdene è una giovane donna orfana che è da poco andata a vivere con la zia. Qui conosce Gabriel Oak, un fittavolo che gestisce una fattoria di pecore. Uomo in gamba e di nobili sentimenti, Gabriel s'innamora di Bathsheba e la chiede in sposa, ma lei, pur nutrendo un certo affetto per l'uomo, declina la proposta dicendo che è troppo indipendente per sposarsi e che egli non sarebbe in grado di domare il suo carattere impetuoso.
Una notte, il gregge di Gabriel, spaventato dal cane da pastore, scappa dal recinto e cade giù da una scogliera, schiantandosi sulla spiaggia. Non più in grado di pagare i debiti, l'uomo è costretto a vendere la fattoria e cercare un impiego altrove. Giunge in un villaggio e una cameriera di nome Fanny Robin, in procinto di sposarsi con il soldato Frank Troy, gli indica una fiorente fattoria in cui potrebbe trovare lavoro come pastore. La fattoria è quella che Bathsheba ha appena ricevuto in eredità dal defunto zio e che amministra con competenza e decisione. Gabriel, da parte sua, lavora con zelo e continua a vigilare su Bathsheba, la quale si sente rassicurata dalla presenza dell'uomo.
Poco dopo, Bathsheba conosce William Boldwood, ricco proprietario terriero confinante con la sua fattoria, il quale, incoraggiato da un biglietto ambiguo della donna, la chiede anche lui in sposa. Bathsheba però rifiuta anche questa proposta, dicendo che il biglietto era in tono scherzoso, e che Boldwood ha frainteso le sue intenzioni. L'uomo però non demorde e insiste, chiedendole del tempo per riflettere. In quel periodo, il soldato Frank Troy attende in chiesa Fanny Robin per celebrare il loro matrimonio ma, quando la giovane non si presenta, fugge via adirato. Troy non sa che in realtà Fanny aveva sbagliato chiesa e, una volta giunta in quella giusta, l'uomo era già andato via. Così una sera, Bathsheba conosce lo spavaldo Troy e, per la prima volta in vita sua, crede d'innamorarsi. Cede alle lusinghe dell'uomo e decide di sposarlo, ignorando gli avvertimenti di Gabriel sulla rispettabilità di Troy e rifiutando definitivamente Boldwood. Una volta tornati alla fattoria, sembra che le cose vadano a gonfie vele fra i due freschi sposi, ma l'idillio dura poco, e la vera indole di Troy viene fuori. Scansafatiche, arrogante e violento, l'uomo sperpera il patrimonio di Bathsheba in scommesse. Quest'ultima si rende finalmente conto del terribile errore da lei commesso, e capisce che ha sposato Troy solo per leggerezza e non perché ne fosse davvero innamorata. Tutto questo lo confida a Gabriel, che è ormai il suo unico punto di riferimento.
Un giorno, mentre assiste ad un incontro di pugilato, Troy ritrova Fanny Robin, costretta a mendicare e in avanzato stato di gravidanza. La ragazza spiega il malinteso avvenuto quel giorno e che è incinta di suo figlio. Ritrovando improvvisamente tutto il suo amore per lei, e iniziando a disprezzare Bathsheba, Troy le promette che farà di tutto per farsi perdonare e le dà appuntamento per l'indomani, affinché possa portarle un po' di denaro. Quando Troy chiede del denaro a Bathsheba, questa glielo rifiuta in quanto lo sperpererebbe come al solito e l'uomo, furioso, fugge via. All'appuntamento, Fanny non si presenta e poco dopo giunge alla fattoria una bara contenente il corpo della donna e del neonato: Fanny è morta di parto insieme al neonato e, essendo una vecchia impiegata dello zio di Bathsheba, questa decide di accogliere la bara in casa. In quella, però, Bathsheba scopre che l'amore perduto di cui Troy le aveva parlato era proprio Fanny, e che il bimbo che giace accanto a lei era anche figlio suo. Troy, distrutto dal dolore, dice a Bathsheba che non le importa nulla di lei, e decide di suicidarsi annegando in mare. Vengono ritrovati i suoi vestiti sulla spiaggia e Bathsheba è quindi vedova e libera da quel matrimonio infelice.
Qualche tempo dopo, Boldwood, innamorato di Bathsheba al punto da esserne ossessionato, le rinnova la proposta di matrimonio, e la donna, per salvare la fattoria dall'imminente vendita, promette di accettarla una volta terminato il periodo di lutto. Per festeggiare, Boldwood decide per la prima volta di dare un grande ricevimento il giorno di Natale, curando tutto nei minimi dettagli, e ringraziando Gabriel per aver sempre protetto la sua amata. Quella sera stessa, però, Troy si presenta al ricevimento, spiegando a Bathsheba che dei pescatori l'avevano salvato, e che è ritornato perché pretende dalla donna del denaro. Mentre Troy la trascina via con violenza, Boldwood, che aveva già dimostrato segni di squilibrio mentale, spara un colpo di fucile e uccide Troy, lasciando Bathsheba vedova per davvero. Boldwood viene arrestato, ma evita la pena di morte. Così Bathsheba, col tempo, inizia a risollevarsi, sia dal punto di vista morale che materiale, finché un giorno Gabriel le comunica la sua decisione di partire per l'America. La donna, costernata, lo lascia andare ma, quando l'uomo parte, capisce che lo ha sempre amato, che è sempre stato il suo unico sostegno, e che per tutti quegli anni, Gabriel non aveva mai smesso di proteggerla. Così, monta in sella al suo cavallo e lo insegue e, una volta raggiunto, lo implora di non partire e di chiederla in sposa. I due finalmente si congiungono dopo una lunga parentesi dolorosa, e possono finalmente vivere insieme il loro amore.

## Distribuzione
Il primo trailer è stato diffuso il 23 novembre 2014, sulle note del brano musicale Let No Man Steal Your Thyme interpretato da Carey Mulligan e Michael Sheen.
Il film è stato distribuito nelle sale cinematografiche statunitensi e britanniche il 1º maggio 2015. È arrivato nelle sale italiane il 17 settembre, distribuito dalla 20th Century Fox.